# Клетище (Гомельская область)
Клетище (бел. Кляцішча) — деревня в Довском сельсовете Рогачёвского района Гомельской области Беларуси.

## География

### Расположение
В 35 км на северо-восток от районного центра и железнодорожной станции Рогачёв (на линии Могилёв — Жлобин), 95 км от Гомеля.

### Гидрография
На востоке и севере мелиоративный канал.

## Транспортная сеть
Транспортные связи по просёлочной, затем автомобильной дороге Довск — Славгород). Планировка состоит из прямолинейной улицы, ориентированной с юго-запада на северо-восток и застроенной неплотно деревянными усадьбами.

## История
Основана в начале 1920-х годов переселенцами из соседних деревень на бывших помещичьих землях. В 1931 году жители вступили в колхоз. Во время Великой Отечественной войны 25 жителей погибли на фронте. Согласно переписи 1959 года в составе экспериментальной базы «Довск» (центр — деревня Довск).

## Население

### Численность
- 2004 год — 6 хозяйств, 8 жителей.

### Динамика
- 1959 год — 95 жителей (согласно переписи).
- 2004 год — 6 хозяйств, 8 жителей.